# Antofagasta de la Sierra (Catamarca)
Antofagasta de la Sierra is een plaats in het Argentijnse bestuurlijke gebied Antofagasta de la Sierra in de provincie Catamarca (provincie). De plaats telt 1.282 inwoners.